# علم الخمر

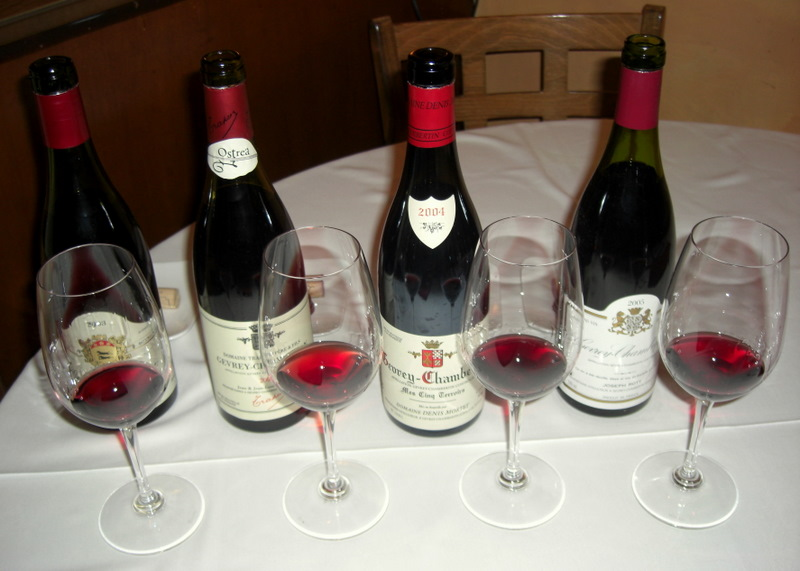
طريقة وضع الكؤوس والزجاجات المختلفة قبل بدء عملية التذوّق

علم الخمور والأنبذة أو الخمريات (بالإنجليزية: Oenology)‏ هو العلم الذي يختص بدراسة جميع الجوانب المتعلقة بالخمور والأنبذة وطرق تصنيعها ولكن هذا لا يتعلق بالعنب وكيفية نموه وحصاده. والتي تخص فرع أخر وهو الكروم viticulture